# Ne me quitte pas
Ne me quitte pas (No em deixis) és una famosa cançó composta, escrita i interpretada per Jacques Brel el 1959, publicada per Warner-Chappell Publishing. Existeixen nombroses versions de la cançó original en francès i també ha estat traduïda a molts altres idiomes, com ara el neerlandès, l'anglès i també el català.

## Història
La cançó va sorgir arran de la separació de Brel i Suzanne Gabriello (tot i que fou ell qui se'n separà). El mateix Brel va dir en una entrevista que aquesta cançó no és una cançó d'amor, sinó una cançó sobre la covardia dels homes.
- La primera versió de Brel va ser enregistrada l'11 de setembre 1959 i fou publicada a l'àlbum La valse a mil temps.
- El 1961, va enregistrar una versió en neerlandès, titulat Laat me niet alleen.
- Tretze anys després, el 20 de juny de 1972, Jacques Brel va enregistrar-ne una altra versió per a l'àlbum del mateix nom, Ne me quitte pas.

## Característiques

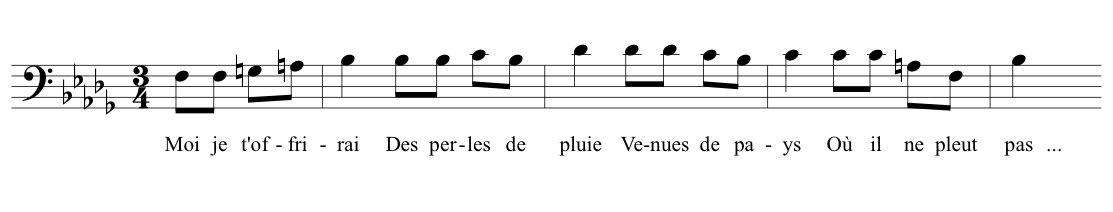
Fragment de la cançó Ne me quitte pas

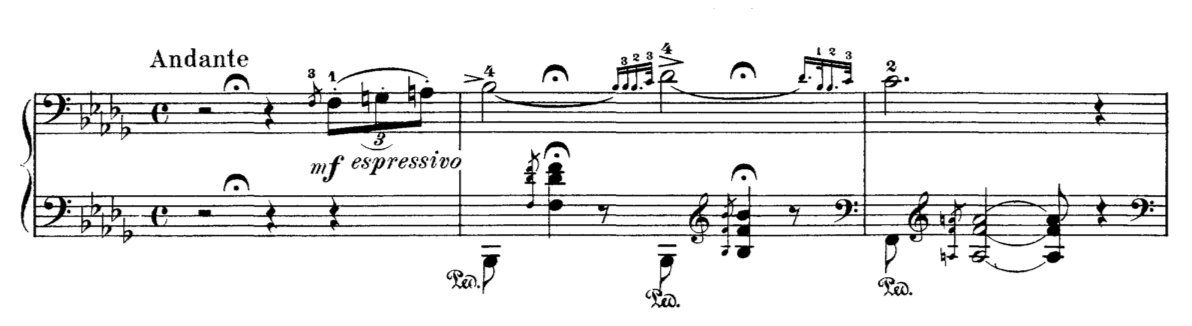
Fragment de la Rapsòdia hongaresa núm. 6 de Liszt

El text de la cançó consta de 5 estrofes de 12 versos més un vers final (Ne me quitte pas) que es repeteix 4 vegades en totes les estrofes.
La música està escrita en mode menor i compàs ternari. Està estructurada en 5 seccions, de 16 compassos cada una, que es corresponen amb les 5 estrofes del text. L'esquema estructural seria ABABA. Després de la secció B hi ha 2 compassos instrumentals que serveixen per enllaçar amb la A. En canvi la secció A i B van seguides.
A l'inici de la secció B, la melodia que acompanya al text "Moi, je t'offrirai des perles de pluie venues de pays où il ne pleut pas" (T'oferiré perles de pluja vingudes de terres on no hi plou") està fortament inspirada en un fragment de la Rapsòdia hongaresa número 6 del del compositor Franz Liszt.
En l'acompanyament instrumental de la primera versió, enregistrada l'11 de setembre de 1959, té un paper important les ones Martenot, interpretades per Janine De Waleyne.

## Versions en francès
Ne me quitte pas ha estat interpretada per infinitat de cantants en la seva versió original en francès: Sílvia Pérez Cruz, Ainhoa Arteta, Alison Moyet, Barbara, Belinda Carlisle, Catherine Ribeiro, Daniel Guichard, Estrella Morente, Faudel, Florent Pagny, Francisco Céspedes, Haris Alexiou, Isabelle Aubret, Jane Birkin, Johnny Hallyday, Juliette Gréco, Karrin Allyson, Mari Trini, Maysa, Miguel Bosé, Mikel Laboa, Mireille Mathieu, Nana Mouskouri, Natacha Atlas, Nina Simone, Pierre Bachelet, Sandie Shaw, Serge Lama, Simone Langlois, Sylvie Vartan, Yuri Buenaventura, Wende…

## Versions en català
En català ha sigut versionada per diversos cantants:
- Emili Vendrell (fill), amb traducció de Joan Argenté i amb el títol No em deixis tan sol, 1965.
- Mercè Madolell, en una traducció de Josep M. Espinàs amb el títol No te'n vagis pas, 1967.
- Salomé amb el títol No em deixis mai, 1968.
- No te'n vages mai, per Lluís Miquel al disc A cau d'orella (2005).[1]
- Amb el títol No em deixis, no, Albert Fibla en va fer una versió per la Marató de TV3 de l'any 2005.[2]
- No em deixis, per Naraiana al disc Nina (2010).[3]
- No em deixis no, per Paton Soler al disc Brel en català (2012).[4]

## Versions en altres idiomes
Hi ha una gran quantitat de traduccions d'aquesta cançó. Hi ha versions en africaans, alemany, anglès, àrab, castellà, croat, eslovè, frisó, grec, hebreu, italià, neerlandès, polonès, portuguès, rus, suec, turc, txec i jiddisch
Les versions més conegudes en italià són la de Gino Paoli i la de Patty Pravo, ambdues amb el títol Non Andare Via.
En anglès ha estat traduïda amb el títol If You Go Away. El text va ser traduït per Rod McKuen com a part d'un projecte més ampli per traduir l'obra de Brel. Es considera un estàndard del pop i ha estat enregistrada per molts artistes, incloent Greta Keller, Frank Sinatra, Tom Jones, Brenda Lee, Viles Violetta, Shirley Bassey, Daliah Lavi, Marc Almond, Emiliana Torrini, Neil Diamond, Scott Walker, Mehran Farhad, Dusty Springfield i Madonna.